# Nickel natif
Le nickel natif est une espèce minérale naturelle rare, corps simple métallique de formule chimique Ni correspondant principalement à l'élément chimique nickel. Le nickel appartient à la classe minéralogique des éléments natifs, il s'agit d'un métal natif très rare qui se retrouve en très faibles quantités, par exemple en micro-grains ou granules millimétriques insérées dans de rares milieux miniers basiques spécifiques, caractérisés par des veines hydrothermales de basses températures, dans des roches ultramafiques serpentinisées.

## Historique de la description et de l'appellation
Le nickel est une espèce minérale admise depuis 1967 par l'IMA.
Le géotype est la mine de Bogota, sur la commune de Canala, dans la province du nord en Nouvelle-Calédonie.
Le terme nickel est dérivé de l'abréviation de la dénomination d'un nain démoniaque le "kupfernickel" qui empoisonne la vie des mineurs de cuivre. Ce petit monstre piquait le bon métal in situ pour le substituer par un mauvais corps.

## Cristallographie et cristallochimie
La maille de son système cristallin est cubique à faces centrées. 
Ce sont des petits cristaux cubiques, opaques, de couleur blanc grisâtre à éclat métallique. Ils se retrouvent souvent englobés dans l'heazlewoodite sur le site géotype de Bogota, près de Canala. 
Ce minéral fait partie du groupe du cuivre, rassemblant des éléments natifs métalliques de même groupe de symétrie. Ce groupe du cuivre ou de l'or se limite souvent pour les anciens minéralogistes au cuivre natif Cu, à l'or natif Au, au plomb natif Pb, à la maldonite Au2Bi (bismuthure d'or) et à l'argent natif Ag. 
Mais il s'agit précisément de l'aluminium, du cuivre, du plomb, de l'or, du nickel et de l'argent dans la classification de Strunz.
Et, selon la classification de Dana, le nickel fait partie du groupe du fer-nickel, avec le fer natif, la kamacite, la taénite, la tétrataénite, l'awaruite et la wairauite.

## Propriétés physiques et chimiques, toxicologie
Il s'agit d'un métal souvent blanc grisâtre, à cassure fibreuse et blanc argenté en cassure fraîche. Il est stable dans l'air et l'eau à température ambiante.
Le métal facile à travailler est ductile et malléable, relativement dur (moins dur que le corps simple manganèse). Il est assez bon conducteur de la chaleur et de l'électricité. La conductivité du nickel est environ 24 % IACS (par rapport à celle du cuivre).

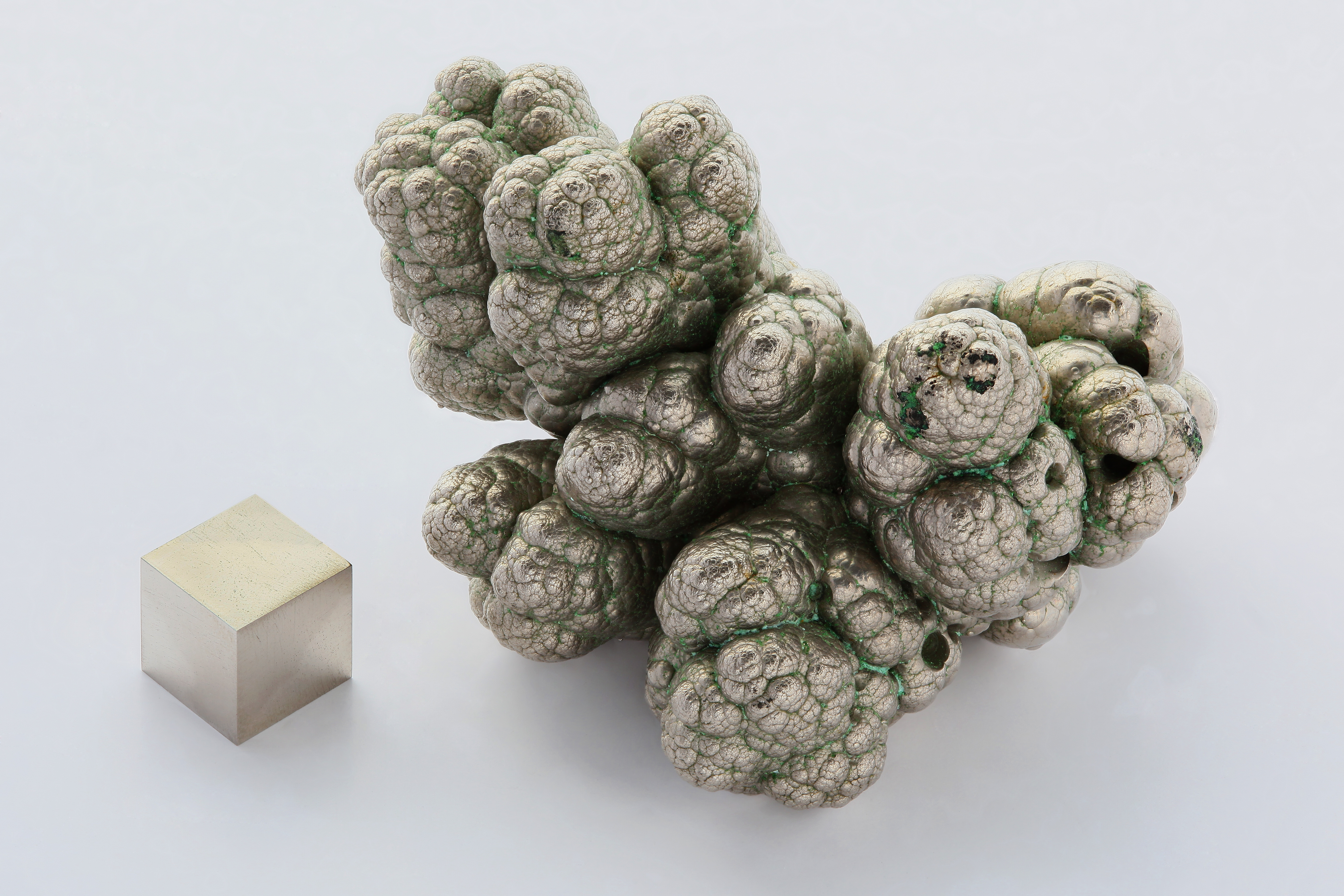
Nickel préparé au laboratoire

Il est moins fusible que le fer, mais plus que le manganèse.

### Analyse, distinction
Le nickel natif peut être pratiquement pur à 98 %, ses impuretés sur Terre les plus communes sont le fer Fe et le cobalt Co. 

## Gîtologie, occurrences et gisements
Le nickel natif peut être observé, il est vrai en quantité très faibles, dans les veines hydrothermales, dans certains dépôts de marbre ou avec d'autres roches métamorphiques, comme certains schistes ou gneiss.
Ce métal natif est aussi présent sur la Lune.
Minéraux associés : pyrite, galène, heazlewoodite, pyrrhotite, pentlandite, orcelite, millerite, godlevskite, cuivre natif, chalcopyrite, chalcocite ...

### Gisements relativement abondants ou caractéristiques
- Afrique du Sud
- Australie
- Autriche
- Canada
- Chine
- États-Unis
- Finlande
- Nouvelle-Calédonie (France)

Nouméa
- Italie
- Nouvelle-Zélande
- Pologne
- Russie
- Slovaquie
- Suède

météorite Brunflo, Östersund, Jämtland

## Usages
Le nickel natif, trop rare ou inaccessible, n'a aucun intérêt économique à part scientifique et minéralogique. 